# Vollenhovia overbecki
Vollenhovia overbecki é uma espécie de formiga do gênero Vollenhovia, pertencente à subfamília Myrmicinae.